# Archiearis latevirgata
Archiearis latevirgata là một loài bướm đêm trong họ Geometridae.